# أحسان الله
أحسان الله (13 ديسمبر 1992 بكويته في باكستان - ) هو لاعب كرة قدم باكستاني في مركز الدفاع. شارك مع منتخب باكستان لكرة القدم. أما مع النوادي، فقد لعب مع نادي كي أر إل.

## روابط خارجية
- أحسان الله على موقع قاعدة بيانات كرة القدم.إي يو (الإنجليزية)
- أحسان الله على موقع ناشيونال فوتبول تيمز (الإنجليزية)
- أحسان الله على موقع Soccerway.com (الإنجليزية)
- أحسان الله على موقع GSA (الإنجليزية)